# Neuägyptische Sprache
Das Neuägyptische ist die im Neuen Reich vorherrschende Stufe der Ägyptischen Sprache. Typisch neuägyptische Formen zeigen sich erstmals in der 17. Dynastie, rein neuägyptische Texte entstanden bereits vor der Amarnazeit.
Die Sprachform kam im 7. Jahrhundert v. Chr. außer Gebrauch und wurde durch eine jüngere Sprachform des Ägyptischen, das Demotische, ersetzt.

## Verwendung und Verhältnis zu anderen Entwicklungsstufen des Ägyptischen
Die bislang oft vertretene Theorie, dass Neuägyptisch ab der Amarnazeit einen dominierenden Rang einnahm, basiert auf der Auswertung religiöser Texte von Echnaton. In ägyptischer Tradition wurde immer auf ältere Texte aus verschiedenen Epochen zurückgegriffen. Den neuen Religionstexten von Echnaton fehlte diese Grundlage, weshalb die neue Lehre ausnahmslos in Neuägyptisch niedergeschrieben wurde. Der daraus gewonnene Rückschluss, dass sich Neuägyptisch zeitgleich mit Amarna durchsetzte, ist daher nicht mehr haltbar.
Die Zahl der Neuägyptizismen stieg bereits vor der Amarnazeit stetig an. Dieser Befund ist in den Inhalten geschäftlicher Akten und auf königlichen Monumenten, beispielsweise der Stele des Kamose, deutlich zu erkennen. Die stetige Zunahme des Neuägyptischen ab der 17. Dynastie, mit den weiteren Stationen Hatschepsut, Thutmosis III., Amarna und der Ramessidenzeit, belegt die Verbreitung auf Grundlage von neuen religiösen Konzepten.
Das Neuägyptische verdrängte das Mittel- und Altägyptische als Schriftsprache nie völlig, da ältere religiöse Texte auf sogenannten Standard-Archivvorlagen immer wieder kopiert und bis in die ptolemäische Zeit weitergegeben wurden. Mit Beginn der Dritten Zwischenzeit verschwand das Neuägyptische größtenteils, da die hieroglyphischen und hieratischen Texte weitestgehend wieder auf die mittel- und altägyptischen Archivvorlagen zurückgriffen.
In rein neuägyptischer Sprache sind hauptsächlich die Erzählungen und Gedichte der Ramessidenzeit (Papyrus D’Orbiney, Geschichte des Wenamun, die Liebeslieder des Papyrus Chester-Beatty I u. a.) geschrieben. Einige Elemente, die sich im Neuägyptischen durchsetzten (vor allem die Verwendung von p3/t3 als Artikel), finden sich erstmals in der Umgangssprache des Alten Reiches, die in Reden auf Gräberwänden überliefert ist.

## Grammatik
Der auffälligste Unterschied zwischen der Orthographie des Mittelägyptischen und der des Neuägyptischen besteht in der zunehmenden Bedeutungslosigkeit einiger Hieroglyphen, so der Zeichen für die schwachen Konsonanten 3, w, j sowie der Femininendung .t, die nun oft weggelassen wurden oder an Stellen geschrieben wurden, wo der entsprechende Laut nie gesprochen worden war.
Grundtendenz in der Grammatik ist der Wechsel vom synthetischen Sprachbau zum analytischen Sprachbau. So wird die grammatische Markierung der Verben zunehmend von Funktionsverben übernommen, die Markierung der Nomina in Genus und Numerus von den neu entstehenden Artikeln. Ägyptologen vergleichen die Unterschiede zwischen Mittelägyptisch und Neuägyptisch gern mit den Unterschieden zwischen Lateinisch und Italienisch.
In der Verbalmorphologie des Neuägyptischen wird die tempusmarkierte Form sḏm.n=f aus dem System ausgegliedert. Stattdessen gibt es nur noch ein sḏm=f, das in zwei Funktionen: prospektiv (er wird hören) und perfektiv (er hörte) bzw. als Subjunktiv vorkommt. Daneben setzten sich analytische gebildete Formen, die im Mittelägyptischen zwar schon vorhanden, aber noch selten waren, immer mehr durch: vgl. neuägyptisch jr=f sˁḥˁ=f „er hat ihn beschuldigt“ (jr „machen“ als konjugiertes Funktionsverb mit folgendem Infinitiv des lexikalischen Verbums) mit mittelägyptisch sˁḥˁ.n=f sw „er hat ihn beschuldigt“. Darüber hinaus werden Nebensatzformen morphologisch kodiert.
Bedingt durch lautliche Entwicklungen sind offenbar viele Substantive nicht mehr in ihrer Genus- und Numerusdifferenzierung eindeutig identifizierbar. Dies führte zum Ausbau eines Artikelsystems auf der Basis ursprünglicher Demonstrativa. Die Markierung von Genus (Singular maskulin versus feminin; Plural hat eine commune Form) und Numerus (Singular versus Plural) wird damit fast vollständig vom Substantiv auf den Artikel verschoben.
Die Kategorie Adjektiv wird immer stärker als selbständiges Element aus dem System ausgegliedert. Die Funktionen werden zunehmend vom Substantiv übernommen (ähnlich englischem stone in: a stone temple).
Syntaktisch bleiben die Muster in erster Linie gleich. Innerhalb der Sätze mit nominalem Prädikatsausdruck ist eine Präferenz für zweigliedrige Juxtapositionsmuster auch bei nicht-pronominalen NPs zu beobachten (ḫsbḏ m3ˁ [Lapislazuli echt] šnw=s [Haar=ihr(fem)] „Ihr Haar ist echtes Lapislazuli.“) Bei zweigliedrigen Mustern mit deiktischem Subjektselement (p3y, t3y, n3y) bzw. bei dreigliedrigen Mustern mit Kopula (p3y, t3y, n3y) differenziert das deiktische Element/die Kopula Genus und Numerus.
Neuägyptisch ist eine gliedsatzmarkierende Sprache, d. h., Hauptsätze unterscheiden sich von Nebensätzen in der Regel durch eine Markierung bei Letzteren.
Zunehmend werden Wörter aus benachbarten Sprachen in den Wortschatz aufgenommen, aber nicht mehr mit dem primären Graphiesystems dargestellt, sondern in einem Subsystem (unglücklich als syllabisches Orthographiesystem bezeichnet), wodurch sie stärker auffallen als zu früheren Epochen.

### Grammatiken
- J. Černý, S. Israelit-Groll, C. Eyre: A Late Egyptian Grammar. Vierte, überarbeitete Auflage, Editrice Pontificio Istituto Biblico, Rom 1993, ISBN 88-7653-435-0 (Beschreibung des grammatischen Systems vornehmlich der Texte aus Deir el-Medina; stark formaler Ansatz; nur als Referenzwerk zu gebrauchen).
- Friedrich Junge: Einführung in die Grammatik des Neuägyptischen. Dritte, verbesserte Auflage, Harrassowitz, Wiesbaden 2008, ISBN 978-3-447-05718-9 (moderne, umfassende Einführung, die gleichzeitig als Referenzwerk dienen kann).
- Adolf Erman: Neuaegyptische Grammatik. Zweite, völlig umgestaltete Auflage, Engelmann, Leipzig 1933 (Nachdruck: Georg Olms Verlagsbuchhandlung, Hildesheim 1968) (bis heute nicht ersetzte Referenzgrammatik, die jedoch im Bereich des Verbs und der Syntax stark veraltet ist).
- Alexandra von Lieven: Grundriss des Laufes der Sterne – Das sogenannte Nutbuch. The Carsten Niebuhr Institute of Ancient Eastern Studies (u. a.), Kopenhagen 2007, ISBN 978-87-635-0406-5.

### Wörterbücher
- Adolf Erman, Hermann Grapow: Wörterbuch der ägyptischen Sprache. Band I-V; Band VI: Deutsch-Ägyptisches Wörterverzeichnis.; Band VII: Rückläufiges Wörterverzeichnis.; Band VIII-X: Belegstellenverzeichnis. Berlin 1950–1963. (immer noch das grundlegende Wörterbuch des Ägyptischen; enthält mehr Informationen zu den einzelnen Wörtern als neuere Wörterbücher).

- Hannig-Lexika Die Sprache der Pharaonen. (2800-950 v. Chr.)
  - Band 1 - Rainer Hannig: Die Sprache der Pharaonen. Großes Handwörterbuch Ägyptisch-Deutsch (= Kulturgeschichte der Antiken Welt. Band 64). von Zabern, Mainz 1995, ISBN 3-8053-1771-9. (im Kern ein stark erweiterter Extrakt aus Erman/Grapow, enthält neben den Wörtern und der Gardiner-Liste sowie der Extended Library auch Ortsnamen mit Karten und eine Liste der Namen der Pharaonen- und Götternamen; Übersetzungen oft unsicher)
  - Band 2 - Rainer Hannig, Petra Vomberg: Wortschatz der Pharaonen in Sachgruppen. Kulturhandbuch Ägyptens (= Kulturgeschichte der antiken Welt. Band 72). von Zabern, Mainz 1998, ISBN 3-8053-2543-6.
  - Band 3 - Rainer Hannig: Die Sprache der Pharaonen. Großes Handwörterbuch Deutsch-Ägyptisch (= Kulturgeschichte der antiken Welt. Band 86). von Zabern, Mainz 2000, ISBN 3-8053-2609-2.

- Leonard H. Lesko u. a.: A Dictionary of Late Egyptian. 5 Bände, Berkeley / Providence 1982–1990, ISBN 0-930548-03-5 (hbk), ISBN 0-930548-04-3. (pbk) (Belegstellenwörterbuch, das nur Grundbedeutungen angibt).

### Grammatische Studien
- Paul J. Frandsen: An Outline of the Late Egyptian Verbal System. Akademisk Forlag, Kopenhagen 1974, ISBN 87-500-1495-1.

### Sprachführer
- Carsten Peust: Hieroglyphisch Wort für Wort (= Kauderwelsch- Band 115). 4. Auflage, Reise Know-How Verlag Peter Rump, Bielefeld 2011, ISBN 3-89416-317-8.